# Dani Silva
Daniel Filipe Bandeira e Silva, meglio noto come Dani Silva (Beja, 11 aprile 2000), è un calciatore portoghese, centrocampista del Midtjylland.

## Caratteristiche tecniche
Gioca generalmente da trequartista. A seconda dell'evenienza, si fa notare da mezzala di centrocampo, oppure può assumere il ruolo di mediano davanti alla difesa.

## Carriera

### Club
Cresciuto nel settore giovanile del Vitória Guimarães, esordisce in prima squadra il 6 maggio 2022, in occasione dell'incontro di Primeira Liga pareggiato per 1-1 contro il Boavista.
Il 25 gennaio 2024 viene ceduto al Verona.Tre giorni dopo esordisce in serie A, rilevando nella ripresa Ondrej Duda nella partita interna col Frosinone. 
Il 3 febbraio 2025 passa a titolo definitivo ai danesi del Midtjylland. 

### Nazionale
Ha rappresentato le nazionali giovanili portoghesi.

## Statistiche

### Presenze e reti nei club
Statistiche aggiornate al 10 agosto 2024.
| Stagione                 | Squadra                  | Campionato               | Campionato | Campionato | Coppe nazionali | Coppe nazionali | Coppe nazionali | Coppe continentali | Coppe continentali | Coppe continentali | Altre coppe | Altre coppe | Altre coppe | Totale | Totale |
| Stagione                 | Squadra                  | Comp                     | Pres       | Reti       | Comp            | Pres            | Reti            | Comp               | Pres               | Reti               | Comp        | Pres        | Reti        | Pres   | Reti   |
| ------------------------ | ------------------------ | ------------------------ | ---------- | ---------- | --------------- | --------------- | --------------- | ------------------ | ------------------ | ------------------ | ----------- | ----------- | ----------- | ------ | ------ |
| 2019-2020                | Vitória Guimarães B      | CdP                      | 3          | 0          |                 | -               | -               |                    | -                  | -                  |             | -           | -           | 3      | 0      |
| 2020-2021                | Vitória Guimarães B      | CdP                      | 19         | 1          |                 | -               | -               |                    | -                  | -                  |             | -           | -           | 19     | 1      |
| 2021-2022                | Vitória Guimarães B      | L3                       | 22         | 3          |                 | -               | -               |                    | -                  | -                  |             | -           | -           | 22     | 3      |
| 2021-2022                | Vitória Guimarães        | PL                       | 1          | 0          | CP+CdL          | -               | -               |                    | -                  | -                  |             | -           | -           | 1      | 0      |
| 2022-2023                | Vitória Guimarães        | PL                       | 30         | 1          | CP+CdL          | 3+3             | 0               | UECL               | 3                  | 0                  |             | -           | -           | 39     | 1      |
| 2023-gen. 2024           | Vitória Guimarães        | PL                       | 16         | 1          | CP+CdL          | 3+1             | 0               | UECL               | 2                  | 0                  |             |             |             | 22     | 1      |
| Totale Vitória Guimarães | Totale Vitória Guimarães | Totale Vitória Guimarães | 47         | 2          |                 | 10              | 0               |                    | 5                  | 0                  |             | -           | -           | 62     | 2      |
| gen.-giu. 2024           | Verona                   | A                        | 14         | 0          | CI              | -               | -               | -                  | -                  | -                  | -           | -           | -           | 14     | 0      |
| 2024-2025                | Verona                   | A                        | 0          | 0          | CI              | 1               | 0               | -                  | -                  | -                  | -           | -           | -           | 1      | 0      |
| Totale Verona            | Totale Verona            | Totale Verona            | 14         | 0          |                 | 1               | 0               |                    | -                  | -                  |             | -           | -           | 15     | 0      |
| Totale carriera          | Totale carriera          | Totale carriera          | 105        | 6          |                 | 10              | 0               |                    | 5                  | 0                  |             | -           | -           | 120    | 6      |